# Eduard Fischer (Unternehmer)
Eduard Fischer (* 26. November 1868 in Wiener Neustadt; † 4. Februar 1951 in Lichtenwörth) war Mitbegründer der österreichischen Daimler-Motoren-Gesellschaft. Sein Name ist untrennbar mit den Anfängen der Motorisierung in Österreich verbunden. Durch sein Talent und seinen Weitblick konnte ein Unternehmen geschaffen werden, welches weltweit zu den frühesten Automobilfabriken zählte.

## Familie
Im Jahre 1866 erwarben Eduard und dessen Bruder Adam Fischer eine Nägel- und Maschinenfabrik in Wiener Neustadt und richteten eine Erzeugung vor allem von Turbinen verschiedener Systeme, Transmissionen, Hanfseiltriebwerken, Einrichtungen für Mühlen, Holzschleifereien, Papier- und Zuckerfabriken ein. Nebenher wurden auch Pflüge und sonstige Ackergeräte fabriksmäßig hergestellt. Bei vollem Betriebe, der teils durch Wasserkraft (35 PS), teils durch Dampfkraft (60 PS) erfolgte, beschäftigte die Fabrik damals 200 Arbeiter und 12 Angestellte. Nach dem Tode der Brüder Fischer führte ein Verwandter, Hauptmann Julius Hotter, den Betrieb weiter, geriet jedoch in den 1890ern in finanzielle Schwierigkeiten. Nach dessen Tode 1895 übernahm Eduard Fischer, inzwischen großjährig geworden, die Leitung der "K.k.priv. Maschinenfabrik, Eisen- und Metallgießerei Brüder Fischer".

## Karriere bei Daimler

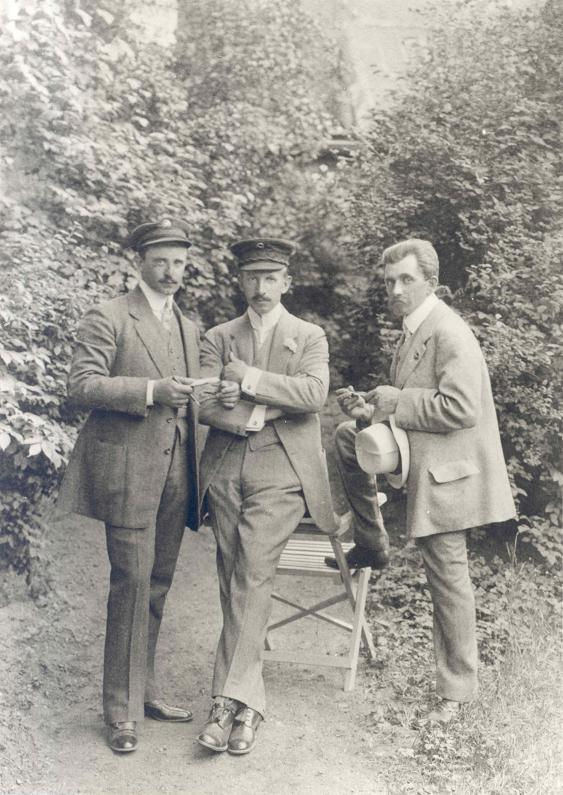
Das „Eiserne Team“, Schönfeldt, Fischer & Porsche (v. l. n. r.)

Die Verbindung zur Daimler-Motoren-Gesellschaft in Cannstatt wurde von Josef Eduard Bierenz hergestellt. Gottlieb Daimler hatte mit Wien schon vor seiner Deutschen Zeit Beziehungen unterhalten. Bierenz war bestrebt in Österreich eine geeignete Realität für die Produktion von Daimler Motoren und Daimler Erzeugnisse zu finden. Im Frühjahr 1899 kam man mit Eduard Fischer ins Gespräch. Im Sommer 1899 waren die Verhandlungen so weit gediehen, dass eine Anzahl von Interessenten zur Gründung einer „Österreichischen Daimler-Motoren-Gesellschaft“ und zur sofortigen Aufnahme der Fabrikation in den Werkstätten der Fischer-Fabrik in Wiener Neustadt bereit war.
Das Werk trat erstmals bei der „Ersten Wiener Automobilausstellung 1900“, die vom „Österreichischen Automobil-Club“ während der Zeit vom 31. Mai bis 10. Juni 1900 veranstaltet wurde, mit seinen Erzeugnissen an die Öffentlichkeit. Für die ausgestellten Objekte wurde Herrn Bierenz, Fischer & Cie das Diplom der Großen Goldenen Medaille zuerkannt. Nach sieben Jahren Erfahrung in den Werkstätten beschlossen die Daimler-Leute in Wiener Neustadt ihre eigenen Wege zu gehen und die Umwandlung in eine Gesellschaft m.b.H. zu vollziehen. Mit dem eigenen Weg des Werkes beginnt dort auch die Ära Porsche-Fischer, eine Ära großer Erfolge und großer Vielfältigkeit. Fischer setzte sich für den ebenso jungen Ferdinand Porsche ein und übertrug ihm die technische Leitung des Unternehmens. Das Wort „Austro-Daimler“ wurde geboren und es dauerte nicht lange, bis es zu einem weltweiten Begriff für Güte, Zuverlässigkeit, Leistungsfähigkeit und bahnbrechende Modernität geworden war. Es zeigte sich dabei immer wieder, dass Direktor Fischer der beste Interpret dieser Schöpfungen war. Der Erfolg von „Austro-Daimler“ war nicht mehr aufzuhalten.
Eduard Fischer, Ferdinand Porsche und Heinrich Graf Schönfeldt nahmen auch immer wieder an Rennveranstaltungen teil, bei denen sich diese drei, genannt das „Eiserne Team“, immer wieder die vordersten Plätze teilten. Bei der Prinz-Heinrich-Fahrt im Jahre 1910, bei der 176 Wagen teilnahmen, erlangte Daimler mit den Plätzen 1 bis 3 einen grandiosen Erfolg. Auf dieser Strecke waren siebzehn Sonderprüfungen eingelegt, zwölf davon gewann Austro Daimler, insbesondere auch das „kilometer lancée“, die Geschwindigkeitsprüfung, durch Eduard Fischer. Der „Österreichische Automobil-Club“ veranstaltete vor dem Ersten Weltkrieg, bereits international ausgeschrieben, jedes Jahr eine Alpenfahrt. Bei diesem Großereignis erzielte das „Eiserne Team“ für Daimler jedes Mal beachtliche Erfolge mit den vordersten Plätzen.
Eduard Fischer war auch Mitbegründer des „Österreichischen Automobil-Clubs“ und war Mitglied vom Gründungstage an. Außerdem gehörte er auch dem „Österreichischen Freiwilligen Automobil-Corps“ an. Es entsprach auch der initiativen Natur Direktor Fischers, dass er sich auch schon sehr früh dem Flugwesen zuwandte. So gehörte er auch zu den Mitbegründern der „Motor-Luftfahrzeug-Gesellschaft m.b.H.“, die am 23. April 1909 ins Handelsregister eingetragen wurde.
Das Unternehmen hatte bis zum Ende des Ersten Weltkrieges eine führende Rolle im Automobilbau. Fischer nahm mit Daimler-Fahrzeugen immer wieder an Übungs- und Zuverlässigkeitsfahrten teil, die in den letzten Friedensjahren vor dem Weltkrieg 1914/1918 organisiert wurden, und zählte dabei immer zu den höchsten Favorits. Fischer leistete im Ersten Weltkrieg eineinhalb Jahre Militärdienst und gehörte der Fabrik bis zu seinem Ausscheiden am 1. Juni 1920 an.

## Leben und Karriere in Nadelburg

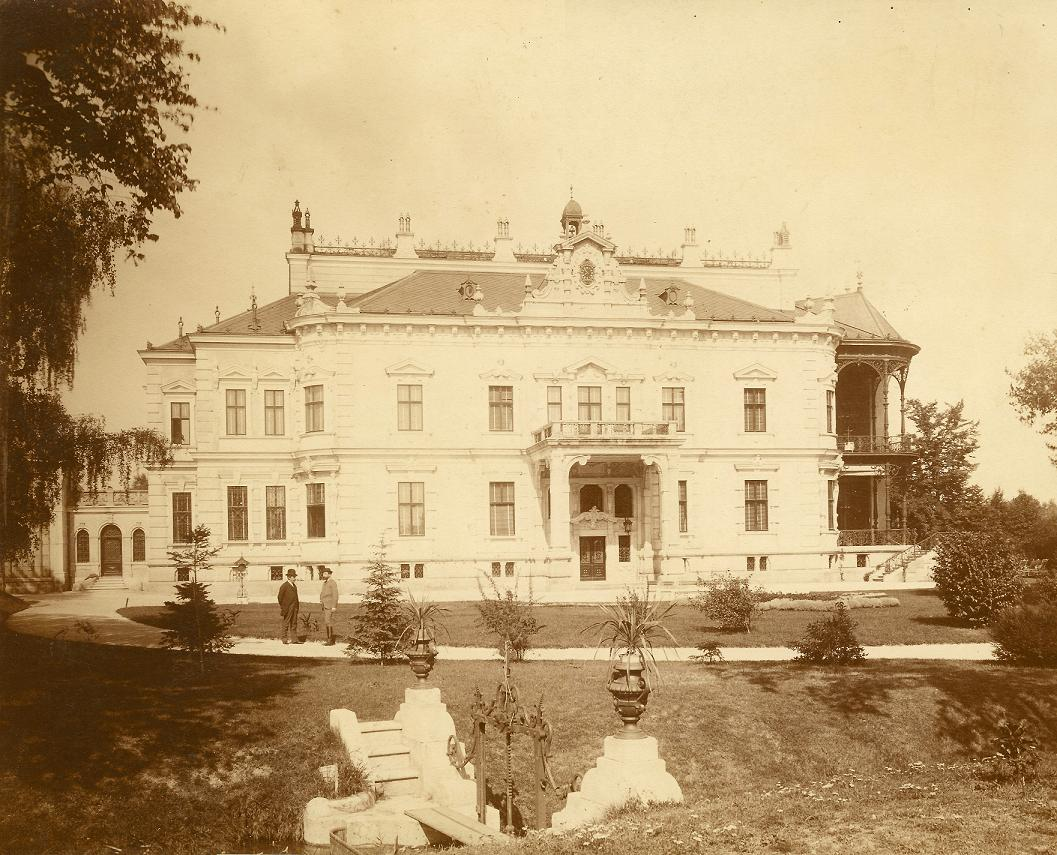
Fabrikantenvilla in Nadelburg, erbaut 1882, abgetragen um 1952 infolge grober Verwüstungen durch die Russische Besatzungsmacht 1945.

Am 5. November 1910 heiratete er Margarita von Herbeck, die Tochter von Wolfgang Ritter von Herbeck, eines Mitbesitzers der Nadelburger Metallwarenfabrik in Lichtenwörth. 1911 wurde sein Sohn Rudolf Fischer geboren. Nach Fischers Eintrag in das Handelsregister übernahm er am 17. September 1920 als Generaldirektor der Nadelburger Werke dieses Unternehmen. Damit erwuchsen Eduard Fischer nun völlig neue Aufgaben, deren Bewältigung umso schwerer waren, als die Nadelburg ebenfalls, wie auch alle anderen Industrieanlagen der nunmehrigen Republik Österreich, unter den Nachwirkungen des verlorenen Ersten Weltkrieges zu leiden hatte.
Die "k.k.priv. Nadelburger Messing- und Metallwarenfabrik" existierte von 1747 bis 1930. Das Außergewöhnliche an der Nadelburg war die Abgeschlossenheit von der Dorfgemeinschaft Lichtenwörths. Zur Fabrik gehörten Arbeiterhäuser, Kirche, Schule und Gasthof, umfasst von einer Ziegelsteinmauer. Berühmte Persönlichkeiten, die sich um dieses Werk mühten, waren Regentin Maria Theresia, Graf Theodor Batthyany, die Familien Hainisch, Mohr und Herbeck wie auch Eduard Fischer. Trotz eines Großauftrags der Daimler-Werke zur Erzeugung von Autokühlern in den Nadelburger Werken war der Rückgang des Betriebes infolge der Weltwirtschaftskrise nicht mehr aufzuhalten, was letztendlich zur Schließung der Fabrik führte. Teile der Fabriksanlage wurden in der Folge verkauft und in eine Aktiengesellschaft umgewandelt, der Direktor Fischer bis zum 15. Jänner 1935 angehörte. Im Alter von 67 Jahren setzte er sich nach insgesamt 40-jähriger industrieller Tätigkeit in leitender Stellung zur Ruhe.

## Tod

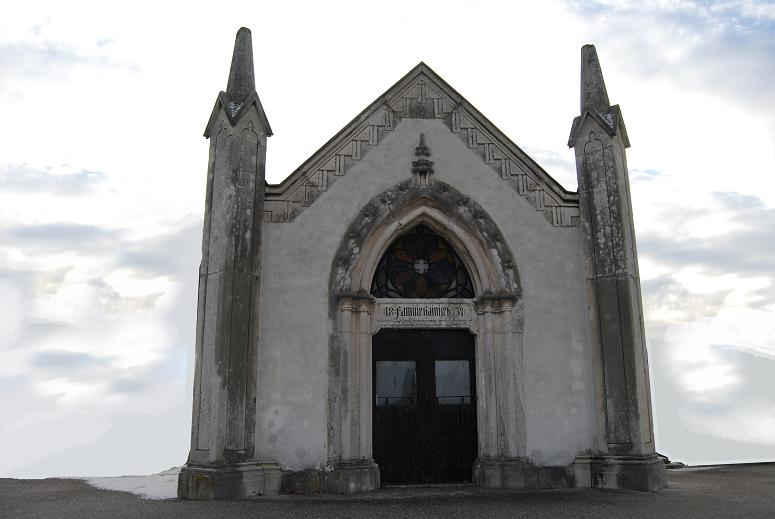
Die imposante Gruftkapelle am Lichtenwörther Friedhof der Familien Hainisch und Fischer.

Im Jahre 1945 wurde die prachtvolle Fabrikantenvilla in der Nadelburg derart verwüstet, dass sich Direktor Fischer, wie er zeit seines Lebens immer genannt wurde, mit seiner Gattin in das „Stallgebäude“ zurückziehen musste, wo ihn am 4. Februar 1951 ein sanfter Tod dahinscheiden ließ. Das „Stallgebäude“ der Nadelburg ist ein ebenso prachtvolles Gebäude, in dem einst Kutscher- und Pferdeknechte sowie auch Chauffeure untergebracht waren. Das heute unter Denkmalschutz stehende Gebäude wurde aufwendigst, nach historischem Vorbild renoviert und wird heute bewohnt. Durch die Verwüstung der Herrschaftsvilla wurden unglücklicherweise sämtliche Dokumente, die sich auf seine langjährige Tätigkeit bezogen, vernichtet.

Fischer wurde in der familieneigenen spätgotischen Gruftkapelle am Lichtenwörther Friedhof bestattet.